# Eduardo Yáñez
Eduardo Yáñez Luévano (Cidade do México, 25 de setembro de 1960) é um ator mexicano.

## Biografia
Quando era um adolescente, Eduardo tinha foco no futebol americano, mas ao observar ensaios de atuação em um período de férias dos estudos, mudou de opinião.
Em 1982, Eduardo chegou a Televisa e o produtor Ernesto Alonso lhe deu a oportunidade de atuar ao lado de Victoria Ruffo na telenovela Quiéreme siempre. Desde então, o ator demonstrou seu talento e forte personalidade ao público de telenovelas.
Em seguida atuou na telenovela El maleficio de 1983, outra produção de Ernesto Alonso, que sem dúvida foi o seu grande padrinho na sua carreira. Outras telenovelas sa seguiram em que Eduardo teve atuações importantes, como: "El amor nunca muere" e "Tú eres mi destino" ambas no ano de 1984, "Dulce desafío" em 1988, seu dublê nessa novela era nada mais e nada menos que Fernando Colunga.
Em 1990 foi protagonista de Yo compro esa mujer, atuando com atriz Letícia Calderón. Em 1994 foi protagonista da telenovela "Guadalupe", onde novamente fez par romântico com a atriz Adela Noriega.
Eduardo já atuou em conhecidos filmes americanos, quando residiu nos Estados Unidos tais como Striptease, que foi o grande sucesso da atriz Demi Moore, The Punisher, Man on Fire e as populares séries Cold Case e CSI: Miami. Em 2006, após vários anos estando ausente na televisão mexicana, Eduardo regressa ao lado de Gabriel Soto e Alejandra Barros como um dos protagonistas da telenovela La verdad oculta.
Em 2007 atuou em Destilando amor, interpretando Rodrigo Montalvo Santos, um empresário do ramo da produção de tequila, fiel e perdidamente apaixonado por Gaivota, personagem da atriz Angélica Rivera. Essa foi uma nova versão da telenovela colombiana Café com aroma de mulher que teve muito sucesso Estados Unidos, Chile e Venezuela, entre outros países.
No ano de 2008, foi o protagonista de Fuego en la sangre, nova versão de outra telenovela colombiana Pasión de gavilanes, onde ele deu vida ao personagem Juan Reyes o irmão maior de Franco (Pablo Montero) e Oscar (Jorge Salinas) e fez par pela terceira vez com a atriz Adela Noriega.
Em 2009 foi o protagonista da 4ª versão de Corazón salvaje", ao lado da atriz Aracely Arámbula. O ator declarou publicamente que este personagem foi um grande fracasso na sua carreira.
Em 2012 se tornou protagonista da novela Amores verdaderos, atuando ao lado de Erika Buenfil. Ele personificou o guarda costa José Angel Arriaga.
Em 2015 foi um dos protagonistas da novela Amores con trampa, junto com Itatí Cantoral, África Zavala e Ernesto Laguardia.

## Vida pessoal
Yáñez se casou em 1987 com Norma Adriana García, com quem teve um filho, Eduardo. O ator e Adriana se divorciaram em 1990. Em 1991, foi a trabalhar nos Estados Unidos. Em 1997, voltou a se casar, desta vez com uma cubana chamada Francesca, de quem se divorciou em 2003. Regressou ao México, D.F. em 2005.

## Filmografia

### Televisão
| Ano           | Título                               | Personagem                                     | Notas                                                   |
| ------------- | ------------------------------------ | ---------------------------------------------- | ------------------------------------------------------- |
| 1981          | Quiéreme siempre                     | Carlos                                         |                                                         |
| 1982          | El amor nunca muere                  | Alfonso                                        |                                                         |
| 1983          | El maleficio                         | Diego                                          |                                                         |
| 1984          | Tú eres mi destino                   | Fabián                                         |                                                         |
| 1987          | Papá Soltero                         | Ele mesmo                                      | Episódio: "Alejandra se enamora de Eduardo Yáñez"       |
| 1987          | Senda de gloria                      | Manuel Fortuna                                 |                                                         |
| 1988          | Dulce desafío                        | Enrique Toledo                                 |                                                         |
| 1990          | Yo compro esa mujer                  | Aldama                                         |                                                         |
| 1990          | En carne propia                      | Leonardo Rivadeneira                           |                                                         |
| 1994          | Guadalupe                            | Alfredo Robinson                               |                                                         |
| 1994          | Marielena                            | Luis Felipe Sandoval                           |                                                         |
| 1996          | Miami Hustlers                       | José                                           | Telefilme                                               |
| 1996          | Savannah                             | Benny Serna                                    |                                                         |
| 1997          | Soldier of Fortune, Inc.             | Miguel Peralta                                 | Episódio: "Collateral Damage"                           |
| 1999          | Dr. Quinn, Medicine Woman: The Movie | Valdez                                         |                                                         |
| 2001          | 18 Wheels of Justice                 | Amado                                          | Episódio: "Old Wives' Tale"                             |
| 2002          | CSI: Miami                           | Colombian Interrogator                         | Episódio: "A Horrible Mind"                             |
| 2003          | Te amaré en silencio                 | Camilo                                         |                                                         |
| 2005          | Sleeper Cell                         | Felix Ortiz                                    | Episódio: "Money"                                       |
| 2005          | Cold Case                            | Felix Darosa                                   | Episódio: "Frank's Best"                                |
| 2006          | La verdad oculta                     | Juan José Victoria Ocampo                      |                                                         |
| 2007          | Destilando amor                      | Rodrigo Montalvo                               |                                                         |
| 2008          | Fuego en la sangre                   | Juan Reyes                                     |                                                         |
| 2009          | Corazón salvaje                      | Juan San Román Montes de Oca (Juan del Diablo) |                                                         |
| 2011          | NCIS: Los Angeles                    | Antonio Medina                                 | Episódio: "Enemy Within"                                |
| 2012          | Amores verdaderos                    | José Ángel Arriaga                             |                                                         |
| 2015          | Amores con trampa                    | Facundo                                        |                                                         |
| 2018-2021     | Falsa identidad                      | Don Mateo Corona                               |                                                         |
| 2019-presente | La Reina del Sur 2                   | Antonio Alcalá                                 |                                                         |
| 2019-2020     | Sin miedo a la verdad                | Presidente                                     | Guest role (temporada 2); Papel principal (temporada 3) |
| 2022          | Corazón guerrero                     | Octavio Sánchez                                |                                                         |

### Filme
| Ano  | Título                                    | Personagem       | Notas |
| ---- | ----------------------------------------- | ---------------- | ----- |
| 1984 | La muerte cruzó el río Bravo              | Fernando         |       |
| 1985 | Contrato con la muerte                    | Fernando         |       |
| 1985 | Narco terror                              | Roca             |       |
| 1985 | Enemigos a muerte                         | Jorge            |       |
| 1986 | El maleficio 2: Los enviados del infierno | Profesor Andrés  |       |
| 1986 | Yako, cazador de malditos                 | José Luis / Yako |       |
| 1990 | Carrera contra la muerte                  | Fabián Albarrán  |       |
| 1994 | Wreckage                                  | Camillio         |       |
| 1996 | Striptease                                | Chico            |       |
| 1996 | Robin Goodfellow                          | Diego            |       |
| 1998 | Wild Things                               | Frankie Condo    |       |
| 1999 | Held Up                                   | Rodrigo          |       |
| 2000 | Knockout                                  | Mario Rodrigues  |       |
| 2001 | Megiddo: The Omega Code 2                 | General García   |       |
| 2004 | The Punisher                              | Mike Toro        |       |
| 2004 | Man on Fire                               | Bodyguard 2A     |       |
| 2006 | Hot Tamale                                | Cousin Sammy     |       |
| 2006 | All You've Got                            | Javier Espinoza  |       |
| 2015 | Don Quixote                               | Mounted Brother  |       |
| 2015 | Ladrones                                  | Santiago Guzmán  |       |
| 2017 | A Change of Heart                         | Cousin David     |       |
| 2019 | I Killed My Husband!                      | Pepe             |       |

## Prêmios e Indicações
| Ano  | Festival                        | Categoria                                  | Nomeações           | Resultado |
| ---- | ------------------------------- | ------------------------------------------ | ------------------- | --------- |
| 1984 | Prêmio TVyNovelas               | Melhor Ator Revelação                      | El maleficio        | Indicado  |
| 1988 | Prêmio TVyNovelas               | Melhor Ator Protagônico                    | Senda de gloria     | Venceu    |
| 1990 | Prêmio TVyNovelas               | Melhor Ator Jovem                          | Dulce desafío       | Venceu    |
| 1991 | Prêmio TVyNovelas               | Melhor Ator Protagônico                    | Yo compro esa mujer | Venceu    |
| 1991 | Prêmios ACE de Nova York        | Figura Masculina do Ano                    | Yo compro esa mujer | Venceu    |
| 1992 | Prêmios ACE de Nova York        | Figura Masculina do Ano                    | Marielena           | Venceu    |
| 2007 | Prêmio TVyNovelas               | Melhor Ator Protagônico                    | La verdad oculta    | Venceu    |
| 2007 | Prêmios TV Adicto Golden Awards | Melhor Retorno                             | La verdad oculta    | Venceu    |
| 2008 | Prêmio TVyNovelas               | Melhor Ator Protagônico                    | Destilando amor     | Venceu    |
| 2008 | Prêmios TV Adicto Golden Awards | Melhor Par Romântico (com Angélica Rivera) | Destilando amor     | Venceu    |
| 2008 | Prêmios Bravo                   | Melhor Ator                                | Destilando amor     | Venceu    |
| 2008 | Prêmios ACE de Nova York        | Melhor Ator                                | Destilando amor     | Venceu    |
| 2009 | Prêmio TVyNovelas               | Melhor Ator Protagônico                    | Fuego en la sangre  | Venceu    |
| 2009 | Prêmios ACE de Nova York        | Melhor Ator                                | Fuego en la sangre  | Venceu    |
| 2009 | Melhor Protagonista Masculino   | Venceu                                     | Fuego en la sangre  |           |
| 2013 | People en Español               | Melhor Ator                                | Amores verdaderos   | Indicado  |
| 2013 | People en Español               | Melhor Par Romântico (com Erika Buenfil)   | Amores verdaderos   | Indicado  |
| 2013 | Premios Juventud                | ¡Está bueníssimo!                          | Amores verdaderos   | Indicado  |
| 2014 | Los Favoritos del Público       | Melhor Par Romântico (com Erika Buenfil)   | Amores verdaderos   | Venceu    |